# Partido Social Trabalhista (1946)
O Partido Social Trabalhista foi um partido político brasileiro que existiu entre os anos de 1946 e 1965, tendo sido criado por dissidentes do antigo PSD com o nome Partido Proletário do Brasil. 
O partido começou a ser elaborado depois das eleições suplementares de janeiro de 1947, pelo então líder do Partido Proletário do Brasil Luís Augusto de França e pelo senador maranhense Vitorino Freire, este último dissidente do Partido Social Democrático. O partido foi criado para concorrer às eleições municipais que se realizariam ainda em 1947 e no ano seguinte. Há quem alegue na verdade que na verdade a criação do PST seria apenas uma troca de nome do antigo PPB (Partido Proletário do Brasil). Pouco tempo depois do início do processo, Freire se reaproximou do PSD, obtendo o controle do seu diretório maranhense, perdendo interesse pelo PST.
Com pequena expressão, foi mais tarde extinto pelo AI-2.

## História
O PST inicialmente atraiu elementos que apoiavam o governo do presidente Eurico Gaspar Dutra, mas divergiam dos diretórios locais do PSD. Durante a campanha para a Eleição presidencial no Brasil em 1950, o PST começou a se expandir. Nesse momento, o PSD lançou a candidatura de Cristiano Machado à presidência, mas Vitorino Freire, que se opunha ao paulista Altino Arantes como candidato a vice, concorreu como candidato a vice-presidente pela legenda do PST, sendo derrotado por João Café Filho.
Em Alagoas, Silvestre Péricles de Góis Monteiro se desentendeu com o chefe local do PSD, o padre Medeiros Neto, ingressando com um grupo de correligionários no PST. O partido elegeu uma considerável bancada em para os legislativos federal e estadual em Alagoas, em 1950.
Vitorino Freire, após a derrota na eleição para vice-presidente, retornou à sua cadeira no Senado e mais uma vez se aproximou do PSD. Após acordo com o presidente do diretório nacional desse partido, Ernâni do Amaral Peixoto, perdeu o interesse no PST, abandonando assim a presidência do partido, que passou a ser ocupada por Péricles de Góis Monteiro e Luís Martins e Silva. A partir desse momento, o partido entrou em declínio. Nas eleições de 1955, Juscelino Kubitschek teve sua candidatura à presidência da República apoiada pelo PST.
Em 1958, o partido começou uma fase de reorganização interna, com o deputado por São Paulo Osvaldo Junqueira Ortiz Monteiro, eleito pelo Partido Trabalhista Brasileiro (PTB), assumindo a presidência da agremiação partidária. O novo presidente desenvolveu uma atuação populista e trabalhista mais definida. Ainda assim, o PST continuou a ser uma legenda utilizada para abrigar dissidências ocasionais entre os grandes partidos. Nas eleições desse ano, por exemplo, entrando em choque com a direção carioca do Partido Social Progressista (PSP), que lançou a candidatura de Lutero Vargas ao Senado em detrimento de Mozart Lago, Antônio Mourão Filho ingressou no PST, tornando-se a seguir presidente de seu diretório no Distrito Federal e vice-presidente do diretório nacional.
Tenório Cavalcanti, que havia se afastado da União Democrática Nacional (UDN), concorreu pelo PST ao governo do estado da Guanabara.
Nas eleições de 1962, Antônio Mourão Filho organizou na Guanabara a Frente Popular, coligação formada pelos pequenos partidos entre os quais o PST — para lutar contra o PTB e a UDN. Concorreu ao Senado nessa legenda, mas foi derrotado. No estado do Rio de Janeiro, o PST uniu-se ao Partido Trabalhista Nacional (PTN) para apoiar a candidatura de Tenório Cavalcanti ao governo estadual, e, em Pernambuco, coligou-se ao PTB e ao Partido Socialista Brasileiro (PSB) para apoiar Miguel Arraes. O primeiro foi derrotado e o segundo foi eleito.
No dia 15 de julho de 1965, com a promulgação da Lei n.º 4.740, cujo objetivo era limitar o número de agremiações partidárias no país através de uma série de restrições ao seu funcionamento, o PST não tinha mais condições de atender a essa nova legislação, sendo formalmente extinto junto com os demais partidos.